# Genesias
Las Genesias (en griego, τὰ γενέσια, "natalicio") eran unas fiestas funerarias religiosas de la Antigua Grecia que se celebraban en la intimidad de la familia, dedicadas al nacimiento de la persona muerta, pero también eran fiestas funerarias colectivas que se celebraban anualmente el día 5 del mes de boedromión, de manera pública, esta vez en honor de todos los muertos.
Estas fiestas probablemente comenzaran en el seno de las familias aristocráticas atenienses como culto a los muertos, en honor de sus ancestros, los gene, dentro de una religiosidad familiar, que con el tiempo, fue creciendo en ostentación y ritualidad. Solón intenta reconducir las fiestas y ceremonias funerarias y emite un calendario de las mismas, entre las que se encuentran las Genesias, que las transforma en oficiales para todos los ciudadanos, organizadas a expensas de la ciudad, asociándolas además a los guerreros muertos, como parte de su exaltación cívica; por eso la fijación de la fecha anual se corresponde con la de la finalización de la campaña militar y su consagración también en honor de dos ancestros colectivos ilustres, Erecteo y la diosa Gea, a quien, según Tucídides retornaban los muertos en combate. 